# ويلما إيليس
ويلما إليس (من مواليد 18 أكتوبر 1986)، ممثلة وعارضة أزياء ومصممة أزياء ألمانية.

## حياتها
ويلما لديها اثنين من الإخوة وأختين وكلا من أبيها ووالدتها يعملان في الأعمال التجارية الهندسية وتمتلك شركة توزيع Ellesos، ويلما تخرجت من مدرسة بيتور الفرنسية والألمانية وعاشت في Burgau-Gymnasium عندما كانت تبلغ من العمر سنة ونصف إلى أن بلغت 10 سنين وبدأت ويلما بالدراسة في المسرحيات وأخذت دروسا في التمثيل والرقص على خشبة المسرح وقالت حينها أنها تدرس أيضا في جامعة كولونيا ولعبت أول دور لها في التلفزيون في فيلم سينمائي في ألمانيا في صيف عام 2010 وحصلت بعدها على دور في مسلسل تركي في نفس العام وهو دور الزوجة الهولندية كارولين عشيقة القبطان علي المتزوج وهو أب لأربعة أطفال وانتقل للعيش إلى إسطنبول. ويلما تتحدث اللغة الإنجليزية بطلاقة وقالت إنها مجرد لغة وتستطيع في جميع الأنباء بأن تتحدث بها لأنها الأكثر انتشارا ومعرفة، تلقت العديد من الجوائز في مسلسلها الذي استمر في مواسم وحصد على نسبة مشاهدة ما بين 50-60% أي 25-30 مليون مشاهد كل أسبوع. وحصلت على جائزة أفضل ممثلة في حفل توزيع جوائز الجودة الأوروبية عام 2011 خلال العطلة الصيفية ولعبت دور امرأة أسترالية في فيلم سينمائي للأطفال ويعرف بخط اليد وهو سيناريو مقتبس من فيلم والذي حصل على جائزة في مهرجان البرتقالة الذهبية. شاركت ويلما في مسلسل على مر الزمان.
تحدثت ويلما إليس عن اهتمامها بالثقافات الأجنبية. حصلت على الجنسية التركية بجانب جنسيتها الألمانية عام 2016. أكملت دراستها في قسم العلوم السياسية بجامعة كولونيا والدراسات الإسلامية ودراسات المسرح والسينما بدرجة عالية.

## أعمالها الفنية
- 2024- محمد: سلطان الفتوحات

- 2012-2010 على مر الزمان
- 2011 أطفال شنق قلعة
- El Yazisi, 2011
- Ihr mich auch (You and Me Both)
- Fahr zur Hölle,
- Das Ding (The Thing), 2010
- Türk Usulü, 2008
- Komissar Stolberg, 2007
- Das Weinen davor, 2007
- Soko Köln, 2007
- Hafen der Hoffnung- Die Gustloff (Harbor of Hope), 2007
- Gameshow Marathon, 2007
- Das Spielzeug, 2007

## مسرحيات
- Hänsel und Gretel, 2010,
- Weihnachten in Transilvanien (Christmas in Transylvania), '2009
- Die Ratten, 2006, Frau John
- Woyzeck, '2006, Marie
- Yard Girls, 2006, Bo
- Die Zoogeschichte (The Zoo Story), 2004
- Antigone, 2004 Antigone

## روابط خارجية
- ويلما إيليس على موقع IMDb (الإنجليزية)
- ويلما إيليس على موقع ألو سيني (الفرنسية)
- ويلما إيليس على موقع قاعدة بيانات الفيلم (الإنجليزية)
- ويلما إيليس على موقع كينوبويسك (الروسية)